# セクストゥス・アップレイウス (紀元前29年の執政官)
セクストゥス・アップレイウス（Sextus Appuleius）はプレブス（平民）出身の共和政ローマの政治家・軍人。紀元前29年にオクタウィアヌスと共に執政官（コンスル）を務めた。

## 経歴

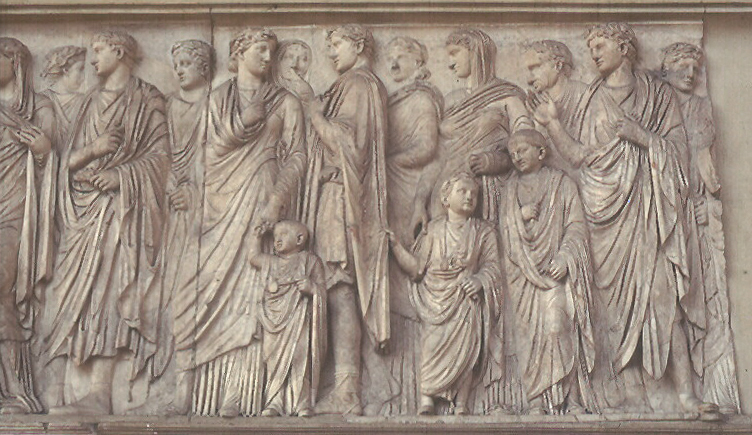
アラ・パキス南面:アウグストゥスをローマの大祭司として描き、家族と共に描いている浮き彫り装飾。中年の神官はアップレイウスの可能性がある

父は同名のセクストゥス・アップレイウス。母オクタウィア（en）はオクタウィアヌスの半姉である。紀元前20年の執政官マルクス・アップレイウス（en）は弟、紀元14年の執政官セクストゥス・アップレイウスは息子である。
オクタウィアヌスの甥であることもあり、彼の治世の間にアップレイウスは多くの要職を経験した。紀元前31年には鳥占官（アウグル）、2年後の紀元前29年には執政官に就任し、当時の慣習に従って6月30日まで務めた後にマルクス・ウァレリウス・メッサッラ・ポティトゥスに交代した。紀元前28年には前執政官（プロコンスル）としてカンタブリアン戦争（en）中のヒスパニア属州の総督を務め、紀元前23年から紀元前22年にかけてはアシア属州の総督となっている。ヒスパニア属州総督として、おそらくはカンタブリ族（en）に勝利し、ローマに戻った紀元前26年10月12日には凱旋式を実施している。紀元前21年と紀元前20年にはアルウァル・ブレテレン（en、アウグストゥスが復活させた神職集団）の一員を務めた。紀元前12年、マルクス・ウィプサニウス・アグリッパの葬儀をティベリウス・クラウディウス・ネロ、プブリウス・クィンクティリウス・ウァルス、ユッルス・アントニウス（マルクス・アントニウスの息子）と共に執り行った。
カッシウス・ディオは、紀元前12年前後にアップレイウスとガイウス・マエケナスは、姦通の手助けをしたとして告訴されたとしている。アシア属州に残る碑文によると、アップレイウスはプブリウス・クィンクティリウス・ウァルスの女兄弟であるクィンティラという女性と結婚し、二子をもうけた。息子は紀元14年の執政官セクストゥス・アップレイウス、娘はアップリア・ウァリリアであるが、姦通罪で追放されている。
紀元前8年の段階で、ティベリウス・クラウディウス・ネロ（将来の第二代皇帝ティベリウス）の後任としてアップレイウスがイリュリクム属州総督を務めたことは分かっており、その職をルキウス・ドミティウス・アヘノバルブスに引き継いでいる。またカエサルを神格化するための神職フラメン・ユリウス（en）であった可能性があり、アラ・パキス・アウグスタエ（アウグストゥスの平和の祭壇）に彫られた中年のフラメンは、アップレイウスではないかとの指摘がある。没年は不明である。

## 参考資料
- Broughton, T. Robert S., The Magistrates of the Roman Republic , Vol II (1952)
- Broughton, T. Robert S., The Magistrates of the Roman Republic , Vol III (1986)
- Wolfgang Will, Appuleius [II 3]. In: Der Neue Pauly (DNP). Volume 1, Metzler, Stuttgart 1996, ISBN 3-476-01471-1 .
- Ronald Syme, The Augustan aristocracy. Clarendon Press, Oxford 1986, S. 316-318.